# 2732 Witt
2732 Witt (1926 FG) là một tiểu hành tinh vành đai chính được phát hiện ngày 19 tháng 3 năm 1926 bởi Max Wolf ở Heidelberg.